# Hemyock Castle

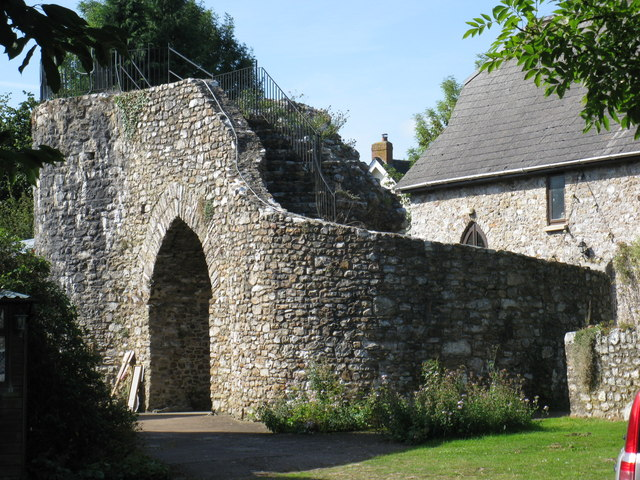
Ruinen von Hemyock Castle

Hemyock Castle ist eine Burgruine im Dorf Hemyock in der englischen Grafschaft Devon. Die Burg wurde für Sir William Asthorpe nach 1380 als Kastellburg errichtet. Sie war zwar optisch beeindruckend, aber nicht besonders praktisch; sie hatte einige systematische Fehler. Im 16. Jahrhundert war sie bereits eine Ruine und nach ihrem Einsatz im englischen Bürgerkrieg Mitte des 17. Jahrhunderts wurde sie abgerissen. Heute, im 21. Jahrhundert, ist das Burggelände mit Fragmenten der ursprünglichen Burg bedeckt; es gibt dort aber auch Castle House, ein Haus aus dem 18. Jahrhundert, das Ende des 20. Jahrhunderts als Privathaus restauriert wurde.

## Geschichte

### 11. bis 15. Jahrhundert
Die Burgruine liegt im Culmtal in den Blackdown Hills, westlich des Dorfes Hemyock. Das Land gehörte im 11. und 12. Jahrhundert der Familie Hidon und fiel im 13. Jahrhundert durch Heirat an die Familie Dynham. Im 13. Jahrhundert entstand auf dem heutigen Burggelände ein Gebäude, das durch einen quellengespeisten Wassergraben geschützt wurde.
Sir William Asthorpe heiratete 1362 Margaret Dynham. Diese vorteilhafte Heirat machte ihn zu einem reichen Mann und Mitglied der lokalen Elite, aber er war ein Außenseiter in der Gesellschaft von Devon und so war seine Position eher unsicher. Im November 1380 erhielt er die königliche Erlaubnis, eine neue Burg auf dem Gelände zu errichten. Diese Burg bot Asthorpe einen gewissen Schutz, war aber auch als Schaustück gedacht, die ihm ermöglichte die Anderen mit seinem Status und seiner Autorität zu beeindrucken.
Die Burg wurde in der damals modernen Bauweise einer Kastellburg mit nahezu quadratischem Grundriss, an jeder Ecke einem Rundturm und als Verbindung der Türme einer Kurtine errichtet. Die genaue Konstruktion der Burg in nicht bekannt, aber auf der Ostseite befand sich ein Torhaus mit Zwillingstürmen und einem Fallgatter und entlang der Umfassungsmauer gab es mindestens fünf weitere Türme. Mauern und Türme waren 1,4 Meter dick und aus Chertsteinbruch mit gelegentlichen Stücken von Eisenschlacke aus den mittelalterlichen Metallwerkstätten um das Dorf erbaut. Ursprünglich waren sie mit Kalkfarbe gestrichen.
Aus den Fundamenten der Mauern kann man schließen, dass es auf der Westseite noch einen weiteren Eingang gegeben hätte, aber das ist nicht sicher. Ein Erdwall scheint auf der Nordseite der Burg aufgeschüttet worden zu sein, entweder als Verteidigungseinrichtung oder, um die Burg vor den Blicken von Reisenden auf einer Straße, die an ihr auf dieser Seite vorbeiführte, zu schützen. Obwohl die Burg optisch beeindruckend war, war sie nicht besonders praktisch, da das Torhaus schlecht geplant war und die Türme keine nutzbaren Räume in den oberen Stockwerken aufwiesen.

### 16. bis 21. Jahrhundert
Als der Geschichtswissenschaftler John Leland Anfang des 16. Jahrhunderts die Burg besuchte, war sie bereits eine Ruine mit nur noch wenigen intakten Türmen. 1642 brach der englische Bürgerkrieg zwischen den Unterstützern von König Karl I. und denen des Parlamentes aus. Lord Poulett, ein Royalist, nahm die Burg kurz nach dem Ausbruch der Kämpfe ein. Im Verlauf des Krieges wurde die Burg von den parlamentaristischen Streitkräften erobert und als Gefängnis genutzt. 1660 kam König Karl II. zurück auf den englischen Thron und die Burg wurde abgerissen.
An der Wende vom 17. zum 18. Jahrhundert wurde ein Gebäude namens Castle House innerhalb der Burgmauern erbaut. Einige Teile eines früheren Gebäudes aus dem 15. Jahrhundert wurden integriert und Bausteine von den Mauern und Türmen der alten Burg wiederverwendet. Gegen Ende des 18. Jahrhunderts wurden die oberen Teile der Türme von einem Pächter des Geländes abgetragen. Ende des 18. Jahrhunderts kaufte ein Offizier der British Army, General John Simcoe, das Anwesen; er ließ Castle House im gotischen Stil umbauen, vermutlich um 1800.
Die Burgruine wurde ab 1983 restauriert; auch am Castle House wurden einige moderne Umbauten durchgeführt. Im 21. Jahrhundert hat English Heritage die Ruine als historisches Bauwerk II*. Grades gelistet und sie gilt als Scheduled Monument.